# Galoner

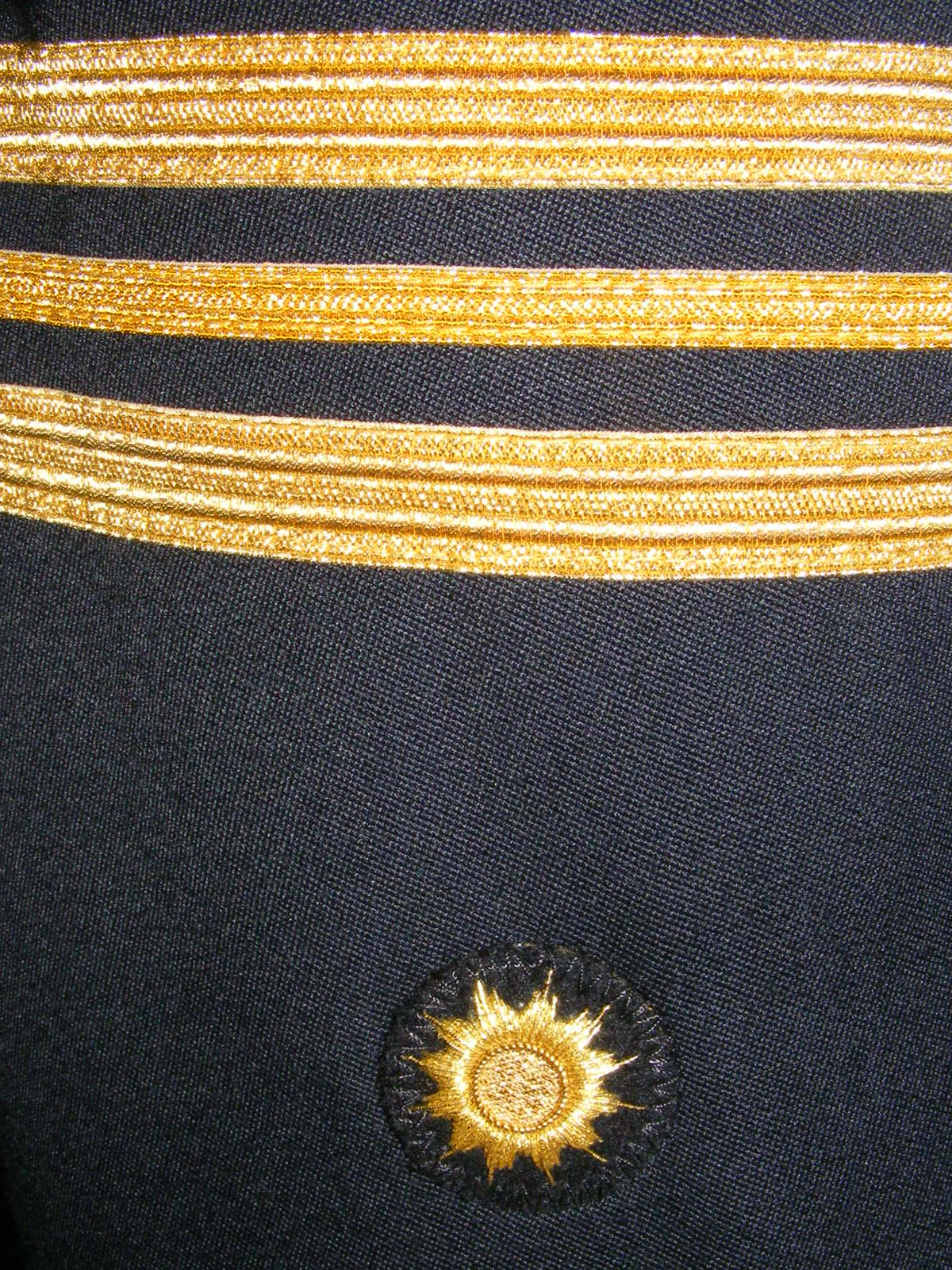
Guldgaloner med stjärna på en bayersk polisuniform.

Galoner är ett eller flera dekorativa band, flätor eller broderier i guld- eller silvertråd på en uniform. De förekommer vanligast på mössa, axel eller nederkanten av ärmen på flyg- och fartygsbefäls kavaj eller jacka där antalet band står för vilken tjänstegrad befälet har.

## Historia
På äldre uniformer från 1600–1700-talet förekom det silver- eller guldgaloner på de flesta munderingsplaggen beroende av grad och tjänst (officerare, underofficerare, drabanter, spel m.m.). Galonen syddes då bland annat på hatten, livrocken (sömmar, fickor, krage, knapphål), kappan (kragen), västen, livgehänget, handskarna, schabraket, pistolkapporna, karbinremmen (drabanterna m.m.) och kartuschväskan.
Kapell är en galon på kragen till vissa gamla uniformer.